# Relatório de Erros
Quando nos sistemas Microsoft Windows mais recentes, um programa trava, entra em conflito, ou não responde, é acionado o Relatório de Erros. O sistema recolhe informações para que o erro seja diagnosticado pelo fabricante do programa.
Quando o relatório de erros é acionado, ele pergunta se envia ou não envia o relatório à Microsoft. Muitas pessoas preferem não enviar por medo de acabar com sua privacidade ou por preguiça. Outras pessoas preferem enviar por ter conhecimento avançado.
De qualquer forma, a empresa Microsoft garante que não pega informações pessoais e sim sobre o erro causado. O Relatório de Erros é encontrado nos sistemas operacionais Windows 2000, Windows XP, Windows Vista e Windows 7.

## Para desabilitar o Relatório de Erros no Windows XP
1. Abra o Painel de Controle e dê um clique duplo no ícone "Sistema".
2. Isto faz surgir várias guias. Escolha "Avançado".
3. Clique em "Relatório de Erros".
4. Selecione a opção "Desativar relatório de erros". Mas é recomendável manter a opção "Notificar quando houver erros críticos" ativa, pois assim você será informado sobre os erros mais críticos. Se precisar ativar novamente, selecione a opção ''Ativar relatório de erros''.